# Asplenium hookerianum
Asplenium hookerianum là một loài dương xỉ trong họ Aspleniaceae. Loài này được Colenso mô tả khoa học đầu tiên năm 1844.
Danh pháp khoa học của loài này chưa được làm sáng tỏ. 